# Мечеть Гаджи-Джафар-бека
Мечеть Гаджи-Джафар-бека (азерб. Hacı Cəfər bəy məscidi, арм. Հաջի-Ջաֆար-բեյի մզկիթ) — шиитская мечеть в Ереване, существовавшая на территории бывшего квартала Демирбулаг.

## Описание
У мечети имелись один большой и один маленький купол, минарет отсутствовал. Вместо него на крыше была сооружена квадратная площадка, высотой 1,5—2 метров, на которой построена открытая беседка, окаймлённая железными решётками. Крыша беседки была сделана из железного листа и напоминала зонтик, поэтому мечеть также называлась «Чатирли» или «Гюнлюклю» — в переводе с азербайджанского, «зонтичная, шатровая».

## История
Мечеть отмечена на «Плане Эривани» 1856 года под именем «Гаджи-Джафар-бека», а также на «Плане города Эривани, снятым с натуры городским техником Б. Я. Меграбовым в 1906—1911 годах» под названием «Мечеть Гаджи-Джафара».
В начале XX века в Демирбулагском квартале Еревана были зарегистрированы три мечети: мечеть Гаджи-Новруз-Али-бека, мечеть Гаджи-Джафар-бека и мечеть Демирбулагская.
После сноса Демибулагской мечети в 1950-х годах и до конца 1980-х годов единственной мечетью на территории бывшего Демирбулагского квартала и единственной действующей мечетью во всем Ереване была мечеть Гаджи-Джафар-бека. В связи с этим в ряде официальных документов 1980-х годов стала упоминаться как мечеть «Демир-Булаг».
Американский исследователь Роберт Куллен в своей статье, опубликованной в газете The New Yorker от 15 апреля 1991 года, посвященной его поездке в Ереван, рассказал о единственной действующей в городе мечети. Р. Куллен пишет, что, когда он был в Ереване, его друг однажды ночью повел его к дому № 22 на ул. Гнуни, и рассказал, что во время погромов в Ереване, армяне разрушили мечеть ломами, а затем бульдозерами сравняли её с землей.
Британский исследователь Томас де Ваал в 2000 году, во время поездки в Ереван, посетил место, описанное Робертом Кулленом. Он писал:
— "Позади жилого высотного дома № 22 по улице Вардананц, недалеко от центральной площади. Узкая каменная лестница привела меня к небольшому пустырю в окружении поржавевших зелёных гаражей с грудой кирпичей и песка посредине. Я был почти уверен, что именно здесь когда-то стояла мечеть, которой пользовались ереванские азербайджанцы. Ей не посчастливилось: постройку (строение) не сочли «персидской».